# Боквурст

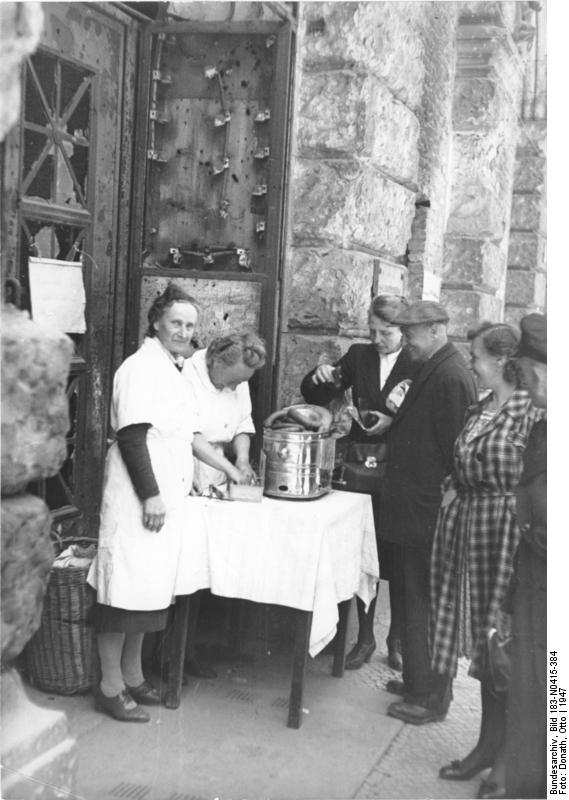
Продаж ковбасок. Берлін, 1947 рік

Бо́квурст (нім. Bockwurst) — популярна традиційна м'ясна страва в Німеччині, варено-копчена сарделька, яку перед подачею розігрівають у гарячій воді. Свою назву отримала від сорту міцного пива бок-бір, з яким спочатку її споживали. Традиційно боквурст їдять із гірчицею.
Авторство боквурста зазвичай приписують власнику берлінської корчми Ріхарду Шольцу та м'яснику Беньяміну Лювенталю. Назву боквурсту дали гості закладу на Скаліцер-Штрасе 46Б (тепер Шпревальдплац) у 1889 році.
Типовий для боквурсту світло-коричневий колір пояснюють гарячим копченням протягом 30–60 хвилин. У німецьких кулінарних книгах вказують, що боквурст виготовляють зі свинини та сала. Допускають і яловичину. Якщо використовують інші сорти м'яса, то це обов'язково вказують у назві: курячий боквурст, боквурст з баранини.
У процесі приготування в ковбасний фарш додають для соковитості харчовий лід, який складає до 20 % від об'єму м'ясного матеріалу. Інші інгредієнти: нітратна сіль (для соління), перець, паприка, імбир, маціс і коріандр. Для боквурсту зазвичай використовують натуральну оболонку. Діаметр ковбаски становить не більше 32 мм (зазвичай 28–30 мм).